# Conrad (Iowa)
Conrad – miasto w Stanach Zjednoczonych, w stanie Iowa, w hrabstwie Grundy.

## Demografia
Zgodnie ze spisem statystycznym z 2000 roku, miasto liczyło 1055 mieszkańców. W 2023 roku liczba mieszkańców wzrosła do 1095 osób, a gęstość zaludnienia przekroczyła 353 osoby/km².